# Vliegbasis Hohn
Vliegbasis Hohn is een vliegbasis van de Duitse luftwaffe in Hohn in de deelstaat Sleeswijk-Holstein. De basis is ondergeschikt aan het Tactische Luchtmachteskader 51 (Duits: Taktischen Luftwaffengeschwader 51). Het is de voormalige thuisbasis van Luchttransporteskader 63 (Duits:Lufttransportgeschwader 63) van de Duitse luchtmacht tot deze op 15 december 2021 werd opgeheven.

## Geschiedenis
De bouw van vliegbasis Hohn begon in 1938 door de Reichsarbeitsdienst en de Luftwaffe. De eerste bouwfase eindigde in 1940. Het volgende deel van de bouw werd grotendeels uitgevoerd door krijgsgevangenen uit de Sovjet-Unie. De bouw van de vliegbasis kon niet worden voltooid voor het einde van de tweede wereldoorlog. Aan het einde van de oorlog was de eerste baan voltooid, een tweede baan in aanbouw en een derde baan gepland.
Na de oorlog werd de vliegbasis door de Royal Air Force overgenomen en tot april 1946 gedemilitariseerd. Vanaf mei 1968 werden Transall C-160-militaire transportvliegtuigen gevlogen vanaf vliegbasis Hohn. Toen deze toestellen op 15 december 2021 uit dienst werden gesteld door de Duitse luchtmacht werd Luchttransporteskader 63 opgeheven.
Vliegbasis Hohn was een onderdeel van de multinationale luchmachtoefening Air Defender 23 tussen 12 en 23 juni 2023. Dit was de grootste NAVO-luchtmachtoefening ooit. Een Nederlandse tankvrachtwagen was tijdens de oefening op Hohn gestationeerd om vliegtuigen van bondgenoten te tanken.